# Historia Tristan da Cunha
Historia Tristan da Cunha, archipelagu sześciu wysp wulkanicznych, położonych w południowej części Oceanu Atlantyckiego.

## Wczesna historia
W 1506 Alfonso de Albuquerque, pierwszy wicekról Indii Portugalskich, wyprawiał się drogą morską z Lizbony do Indii przez Przylądek Dobrej Nadziei, kiedy rozpętał się silny sztorm, który rozproszył jego flotę złożoną z trzynastu statków. Tristão da Cunha, jeden z wicekrólewskich kapitanów, oddalił się tak daleko na południe, że jego załoga zaczęła cierpieć z powodu dotkliwego zimna. Natknął się on na oddaloną wyspę, która do dziś nosi jego imię.
Wyspa po raz pierwszy pojawiła się na mapach w 1563, a umieścił ją tam grecki kartograf G.S. Siederi Callapoda.
Pierwsze udokumentowane zejście na ląd Tristan miało miejsce 17 lutego 1643. Kilku członków załogi holenderskiego statku Heemstede zeszło na wybrzeże i zostawiło tablicę informującą o tym zdarzeniu. Tablica została później odnaleziona przez marynarzy z innego holenderskiego statku Nachtglas.
6 października 1654 władze holenderskiej Kompanii Wschodnioindyjskiej zwróciły się do kapitana Johana van Riebeecka o przeprowadzenie rekonesansu na Tristan, w celu sprawdzenia czy wyspa nadaje się na bazę zaopatrzeniową dla statków płynących do Indii.
22 listopada 1655 z Kapsztadu w stronę archipelagu odpłynął statek Nachtglas pod komendą kapitana Jana Jacobsza. Ekspedycja przebywała na archipelagu od 5 do 13 stycznia 1656 roku, lądując na większości z wysp.
W roku 1660 Jan Jacobsz opracował pierwszą kompletną, dość dokładną mapę archipelagu.
W XVII wieku brytyjska Kompania Wschodnioindyjska wysyłała statki ze Świętej Heleny w celu zbadania ewentualnej możliwości zasiedlenia wyspy. Plany te jednak nie zostały zrealizowane.
W 1760 brytyjski oficer marynarki, który odwiedził archipelag, nadał nazwę wyspie Nightingale.
Pierwsze prace badawcze na wyspie zostały przeprowadzone przez załogę francuskiej fregaty L'heure du Berger w 1767. Dokonano pomiarów wyspy i sporządzono szkic kartograficzny linii brzegowej. Odnotowano występowanie źródeł wody pitnej w postaci dużego wodospadu Big Watron i jeziora w północnej części wyspy. Rezultaty badań zostały opublikowane w 1781.
John Patten, kapitan brytyjskiego statku handlowego i część jego załogi spędzili na Tristan okres pomiędzy sierpniem 1790 a kwietniem 1791, podczas którego upolowali 3600 fok.
Pierwszym stałym mieszkańcem był Thomas Currie, który wylądował na wyspie w 1810. W tym czasie amerykańscy wielorybnicy często odwiedzali sąsiadujące wody i w tym samym roku na wyspie osiedlili się Amerykanin Jonathan Lambert (wcześniej marynarz i obywatel miasta Salem) oraz mężczyzna o nazwisku Williams. Lambert ogłosił się władcą i jedynym właścicielem archipelagu (które przemianował na Islands of Refreshment) “osadzając swoje prawo i żądanie na racjonalnej i słusznej podstawie całkowitej własności”. Samowładza Lamberta trwała krótko – utonął wraz z Williamsem podczas połowów w maju 1812. Do Curriego dołączyło jednak dwoje innych ludzi i razem zajęli się uprawą warzyw, pszenicy i owsa, oraz hodowlą świń.
Przed swoją śmiercią Lambert miał rzekomo zgromadzić spory majątek, który uzyskał ze sprzedaży tłuszczu słoni morskich i foczych futer. Pogłoski o ukrytych kosztownościach rozpuszczał Currie - ocalały towarzysz Lamberta. Nigdy jednak nie wyjawił miejsca, gdzie miałyby być one schowane. Umarł w 1816 w wyniku zatrucia alkoholem, który w zamian za informacje dotyczące miejsca ukrytego skarbu dostarczali mu stacjonujący na wyspie żołnierze. Legenda o znajdujących się gdzieś na wyspie złotych suwerenach utrzymuje się do dziś.
W 1812 wybuchła wojna brytyjsko-amerykańska i wyspy pełniły funkcje bazy dla amerykańskich krążowników “polujących” na brytyjskie statki handlowe. Te i inne względy doprowadziły brytyjski rząd, ponaglany przez lorda Charlesa Somerseta (późniejszego gubernatora Kraju Przylądkowego), do decyzji o wzięciu wysp w posiadanie jako zależnych od Przylądka. Formalna proklamacja aneksji została uchwalona 14 sierpnia 1816.
Również w 1816 wydarzyła się pierwsza duża tragedia w historii wyspy. Statek HMS Julia zderzył się z rafą, która potem została nazwana "Rafą Julii". Utonęło 55 osób a rozbitkowie nie mogli być ewakuowani z wyspy przez kolejny miesiąc.

## Pod rządami Williama Glassa
Niewielki garnizon był utrzymywany na Tristan do listopada 1817.
William Glass urodził się w 1786 w Kelso, w hrabstwie Roxburgshire, w Szkocji. Przed zaciągnięciem się do armii Glass był służącym u pewnej rodziny z Alnwick, w Nortumbrii.
W garnizonie na wyspie Tristan pełnił funkcję kaprala artylerii i oficerskiego ordynansa. 19 listopada 1817 roku na własne życzenie, wraz z koloredzką żoną z Przylądka i dwójką dzieci (chłopcem i dziewczynką), postanowił pozostać na Tristan. Razem z nim pozostało dwóch murarzy: John W. Nankiwell i Samuel Burnell, oboje pochodzący z Plymouth w Anglii.
Glass powinien być postrzegany jako właściwy założyciel osadnictwa na Tristan. Dowódca Eurydice podarował Glassowi byka, krowę i kilka owiec, które z czasem rozrosły się w stado.
W listopadzie 1819 Glass polecił Nankiwellowi i Burnellowi, by udali się do Kapsztadu z ładunkiem tłuszczu, foczych skór i ziemniaków na sprzedaż. Burnell otrzymawszy pieniądze wydał wszystko na alkohol i zamiast wracać na Tristan udał się z powrotem do Anglii, gdzie nikt o nim więcej nie słyszał. Nankiwell opuścił wyspę 3 lata później.
26 marca 1824 wyspę odwiedził statek Duke of Gloucester odbywający rejs z Rio de Janeiro do Kapsztadu. Znajdujący się na pokładzie artysta malarz Augustus Earle otrzymał pozwolenie na spędzenie jednego dnia na wyspie. Nieszczęśliwym zbiegiem okoliczności po jego zejściu na ląd rozpętał się sztorm, który uwięził go na osiem miesięcy. Schodząc na wyspę, Earle miał ze sobą tylko ubranie i przybory malarskie. Earle zyskał później sławę jako malarz pokładowy na statku HMS Beagle, na którym naukowe podróże odbywał Karol Darwin. Earle namalował kilka płócien przedstawiających wyspę i życie na niej.
Earle został ugoszczony przez Glassa i jego żonę. Sprawował funkcje pastora i nauczyciela dzieci Glassa. W każdą niedzielę wygłaszał kazanie dla wszystkich mieszkańców. Earle w towarzystwie dwóch wyspiarzy wspiął się na najwyższy na wyspie szczyt.
W 1827 liczba mieszkańców wyspy wynosiła 14 osób, w tym 5 kawalerów. Gdy powrócił Duke of Cloucester, jego kapitan został poproszony o pomoc w poszukiwaniu żon dla zdesperowanych mężczyzn. Akcja zakończyła się sukcesem i wkrótce statek powrócił z koloredzkimi ochotniczkami ze Świętej Heleny. Gdy w 1829 na wyspę zawitała załoga amerykańskiej fregaty Antarctica, wszystkie one wciąż współtworzyły szczęśliwe związki małżeńskie.
17 stycznia 1834 mieszkańcy Tristan wystąpili z petycją do gubernatora Kolonii Przylądkowej, w której prosili o przysłanie na wyspę kogoś, kto mógłby pełnić funkcję nauczyciela. W zamian oferowali dom, wyżywienie i dziesiątą część dochodów ze sprzedaży produktów wyspy. W tamtym czasie liczba mieszkańców wynosiła 41 osób: 7 mężczyzn, 7 kobiet i 27 dzieci.
W 1842 mieszkańcy nazwali swoją osadę Somerset City. Na wyspie przebywały 73 osoby, z czego 15 to dzieci, a 27 to wnuki Glassa.
5 lutego 1851 na wyspę przybył W.F. Taylor, pierwszy misjonarz kolonii Tristan. Na wyspie żyło wtedy 9 rodzin, na które składały się 84 osoby, w tym 64 dzieci.
4 sierpnia 1853 na wyspie odbył się pierwszy formalnie legalny ślub pomiędzy Mary Riley a Jamesem Glassem (jednym z synów gubernatora wyspy). 24 listopada 1854 umarł na raka gubernator wyspy William Glass, pozostawiając żonę i szesnaścioro dzieci. Następcą Glassa został stary żołnierz Alexander Cotton, we współpracy z Peterem Williamem Greenem. Wcześniej Cotton przez kilka lat był strażnikiem Napoleona na Świętej Helenie. Następcą Cottona został Peter Williem Green, urodzony w Katwijk w okolicach Amsterdamu, osiadły na wyspie w 1836.
W styczniu 1856 wyspę wraz z częścią dzieci, wnucząt i krewnych (łącznie 25 osób) opuściła wdowa po Williamie Glassie. Osiedliła się w Kapsztadzie.

## Druga połowa XIX wieku. Pod przewodnictwem Petera Greena
W przeciągu XIX stulecia na ląd schodziły załogi wielu statków. Wyspa też często stawała się schronieniem dla rozbitków, którzy zasilali męską część populacji wyspy. Z drugiej strony kolejnymi kobietami, które osiedliły się na Tristan, były dopiero dwie irlandzkie siostry, które sprowadziły się na początku XX wieku.
Oprócz uprawy roślin, osadnicy zajmowali się hodowlą bydła, owiec i świń, ale do najbardziej lukratywnego zajęcia należało łowienie fok. Wyspa była wciąż często odwiedzana przez amerykańskich wielorybników.
W 1856 roku 25 osób z całkowitej liczby 100 mieszkańców opuściło wyspę, a następnego roku 45 mieszkańców przeniosło się do Kraju Przylądkowego, gdzie młodsi albo bardziej niespokojni duchem członkowie społeczności wybrali życie żeglarzy.
Z czasem mieszkańcy znaleźli się w potrzebie wybudowania osady, która została umiejscowiona na równinie w północno-zachodniej części Tristan. Tam powstała też większa część kamiennych domów.
Pierwsza królewska wizyta na Tristan miała miejsce 5 sierpnia 1867. Wyspę odwiedził Alfred, książę Edynburga, dowodzący wtedy statkiem HMS Galatea. Peter Green wraz z siedmioma wyspiarzami podpłynęli łodzią do fregaty, gdzie Green wytłumaczył, że chociaż on pełni funkcję rzecznika, to wszyscy mieszkańcy wyspy cieszą się równym statusem. Na polecenie księcia Alfreda wyspie przekazano dużą ilość zapasów, na co mieszkańcy wyspy odpowiedzieli wzajemnością w postaci 500 kg świeżego mięsa z dwóch byków. Następnie książę zwiedził wyspę, odwiedzając każdy z domów zbudowanych z bloków wulkanicznego tufu. Kapelan Galatei ochrzcił 16 dzieci z wyspy. Późnym popołudniem pogoda popsuła się i goście wrócili na Galateę. Peter Green zasugerował nadanie znajdującej się na wyspie osadzie nazwy Edynburg na cześć księcia, na co ten przystał.
W październiku 1873 wyspy zostały szczegółowo zbadane przez załogę statku HMS „Challenger”, który przewiózł do Kapsztadu dwóch Niemców, braci o nazwisku Stoltenhoff, którzy żyli na wyspie Inaccessible od listopada 1871. Była to jedyna próba kolonizacji innej niż główna wyspy archipelagu.
Podczas "panowania" Greena gospodarka wyspy została znacząco naruszona przez opuszczenie okolicznych wód przez wielorybników. Przede wszystkim miało to związek z wybuchem wojny secesyjnej oraz łupieżczą działalnością krążowników konfederatów CSS Alabama i CSS Shenandoah, które złupiły i zatopiły wiele wielorybniczych statków. W związku z tymi wydarzeniami liczba statków odwiedzających Tristan znacząca zmalała, a handel zamarł.
Do roku 1881 liczba mieszkańców Tristan wzrosła do 110. Na statku Edward Vittery przybył na wyspę nowy kapelan, wielebny Charles Dodgson, brat słynnego brytyjskiego pisarza Lewisa Carrolla. Opuścił on wyspę w 1884 z powodów zdrowotnych.
Rok 1885 zapisał się jako jeden z najtragiczniejszych w historii wyspy. Zupełnie nie udał się zbiór ziemniaków i pomimo złej pogody, mężczyźni byli zmuszeni próbować przedostać się na przepływający koło wyspy West Riding celem kupna zaopatrzenia. W katastrofie morskiej zginęło 15 z 18 mieszkających na wyspie mężczyzn.
W tym samym czasie plaga szczurów, które przedostały się na wyspę z wraku rozbitego statku, spustoszyła zbiory. Powzięto plany całkowitego przeniesienia mieszkańców do Kraju Przylądkowego, ale większość wolała zostać na wyspie.
Wieści o tragedii dotarły do wielebnego Dodgsona, który powrócił na wyspę w 1886, by zaopiekować się społecznością. Dodgson został tam przez następne trzy lata. Douglas Gane, który odwiedził wyspę na pokładzie klipra Ellen, wielokrotnie apelował na łamach The Times w Londynie, by wyspiarze nie zostali zostawieni samym sobie. Rozpoczął też zbieranie funduszy na rzecz społeczności, za które zakupiono drewno, żywność i świece.
Spustoszenia wywołane przez szczury sprawiły, że wznowienie uprawy pszenicy okazało się niemożliwe. Od tego czasu gospodarka wyspy opierała się na bydle, owcach, ziemniakach oraz sadach jabłkowych i owocowych. W 1897 liczba mieszkańców wynosiła 64, w 1901 – 74 a w 1909 – 95.
W 1892 statek Italia przewożący ładunek węgla ze Szkocji do Kapsztadu zatrzymał się na mieliźnie przy południowym wybrzeżu wyspy. Na znajdującym się na środku Atlantyku statku wybuchł pożar i jedyną nadzieją marynarzy było kierowanie się na Tristan. Wszyscy członkowie załogi przeżyli, a dwóch marynarzy – Andrea Repetto i Gaetano Lavarello, zdecydowało się pozostać na wyspie, czym wzbogacili lokalną społeczność o dwa nowe nazwiska.

## XX wiek
Zapoczątkować działalność lokalnego przemysłu próbował P.C. Keytel z Afryki Południowej, który przybył na Tristan na pokładzie statku Greyhound w 1908. Jego próby zakończyły się jednak niepowodzeniem: stado owiec padło od zarazy, a ryby najpierw nie chciały się odpowiednio suszyć, a następnie zostały skażone przez muchy. Z pokładu Greyhounda zeszło także 17 powracających mieszkańców wyspy, z których część nawróciła się na katolicyzm i zapoczątkowała funkcjonowanie Kościoła katolickiego na Tristan.
Wybuch I wojny światowej oznaczał dla wyspy 10 lat izolacji, podczas których wystąpiły niedobory artykułów pierwszej potrzeby. Od 1922 za sprawą Towarzystwa Propagowania Ewangelii (Society for the Propagation of the Gospel) z siedzibą w Londynie sytuacja zaczęła się poprawiać. W jednym z domów na wyspie zorganizowano szkołę, a Andrew Hagen oddał część swojego domu na potrzeby kościoła. Oczywiście pomieszczenie było niewystarczające, w związku z czym mężczyźni z wyspy zbudowali kościół św. Marii, który został oddany do użytku w lipcu 1923. Od 1927 na wyspie zwykle rezydował duchowny.
W latach 30. wyspę kilka razy odwiedził okręt HMS Carlisle, którego załoga poddała mieszkańców wyspy badaniom medycznym, których stan uzębienia został uznany za jeden z najlepszych na świecie.
Podczas wizyty HMS Milford 29 marca 1938 Tristan i wyspa Gough zostały oficjalnie uznane ze zależne od Świętej Heleny.
W 1930 duński żaglowiec szkolny Kopenhaga zaginął wraz z wszystkim członkami załogi w rejonie południowego Atlantyku. Ostatni raz widziany był w sąsiedztwie Tristan da Cunha 21 stycznia 1930, kiedy przepływał nieopodal osady, przy silnym wietrze w kierunku południowo-zachodnim. 31 maja 1940 jeden z wyspiarzy znalazł na wystających z wody skałach drewnianą głowę rzeźby, a także kawałek drewna pomalowany na biało. Przedmioty te, jak się sądzi, pochodziły z pokładu Kopenhagi.
Wraz z wybuchem wojny pojawiła się paląca potrzeba szybkiego przekazywania aktualnych informacji pogodowych, w związku z czym poczynione zostały plany stworzenia stacji radiowej i meteorologicznej na Tristan. Pracownik odpowiedzialny za to zadanie przybył na wyspę 5 kwietnia 1942, a sama budowa rozpoczęła się niedługo później. Robotnikom z wyspy płacono drewnem, farbą i herbatą, jako że pieniądze na wyspie nie były używane. Zostały one wprowadzone w grudniu 1942, kiedy pracownikom z wyspy zaczęto wypłacać pensje w wysokości 2 szylingów dziennie.
Regularna obserwacja pogody rozpoczęła się z końcem kwietnia, a dane były przesyłane drogą radiową do Południowej Afryki dwa razy dziennie. W 1943 został utworzony oddział milicji oraz wydano pierwszy numer lokalnej gazety – Tristan Times. Kolejną stację meteorologiczną planowano wybudować na wyspie Gough, plany te jednak nie doszły do skutku. Po zakończeniu działań zbrojnych stacja została przekazana cywilnym meteorologom z Południowej Afryki.
Po wojnie związki Tristan z Południową Afryką wzmocniły się. Wyspę zaczęły odwiedzać statki południowoafrykańskiej floty. W dniach od 5 do 7 kwietnia 1943 wyspę odwiedził przybyły na statku Natal, arcybiskup Kapsztadu.
Po wojnie uważano, że wyspa jest przeludniona, w Południowej Afryce powstał nawet plan ewakuacji całej ludności wyspy. Na szczęście plan nie został zrealizowany, a wyspa wkroczyła w nową erę dobrobytu, która rozpoczęła się w 1948 wraz z wizytą statku MV Pequena, który przybył w celu sprawdzenia możliwości budowy na wyspie przetwórni krewetek. Wyspa została uznana za spełniającą warunki, przetwórnia została wybudowana i znajduje się na wyspie do dziś.
W 1950 Biuro Kolonialne wyznaczyło na administratora wyspy Hugh Elliota. To właśnie Elliot w dużej mierze przyczynił się do wprowadzenia na wyspę znaczków pocztowych, które dziś stały się jednym z głównych źródeł dochodu wyspy. W połowie lat 50. na wyspie stale przebywali lekarz, nauczyciel, kierownik zakładu przetwórczego, technik rolnictwa i urzędnik departamentu robót publicznych. Poprawił się stan zdrowia mieszkańców oraz jakość trzody i upraw.
Kolejnym ważnym wydarzeniem w historii wyspy była wizyta księcia Edynburga, który przybył na pokładzie statku RY Britannia. Książę odbywał podróż po południowym Atlantyku i zdążył odwiedzić także Falklandy i Południową Georgię. Następnego roku, na pokładzie statku HMS Lynx na wyspę przybył ze Świętej Heleny gubernator Alfred. Była to pierwsza wizyta gubernatora odkąd Tristan, w 1938, została uznana za zależną od Świętej Heleny.
Częstymi gośćmi na wyspie zaczęły być okręty floty królewskiej. Na początku 1961 wyspa została poddana pomiarom z powietrza dokonanym z pokładu samolotu Vulcan, startującego z lotniska Malan, nieopodal Kapsztadu.
W początkach 1961 waluta na Tristan została zmieniona na południowoafrykańskiego randa, który, jak uważano, był bardziej wygodny w lokalnym użyciu. Decyzji tej przeciwstawiło się wielu starszych mieszkańców wyspy, którzy oponowali przeciw używaniu na wyspie pieniędzy w ogóle jako takich. Nowa waluta była w użyciu na Tristan bardzo krótko, ponieważ Południowa Afryka wystąpiła z Commonwealthu 31 maja 1961.

## Wybuch wulkanu i ewakuacja mieszkańców
Wstrząsy ziemi i wywołane nimi lawiny skalne zaczęły dokuczać mieszkańcom od 6 sierpnia 1961. W październiku w okolicach latarni morskiej pojawiła się duża szczelina w ziemi. W niebezpiecznym miejscu zaczął wyrastać wulkaniczny kopiec, a w powietrzu odczuwalny był intensywny zapach siarki. Administrator wyspy Peter Wheeler wezwał pomoc z Kapsztadu, a następnie zdecydował się na ewakuację mieszkańców na wyspę Nightingale.
Noc 11 października 1961 mieszkańcy spędzili w zimnie i niewygodzie na Nightingale, na szczęście następnego dnia wszystkich 290 mieszkańców zostało ewakuowanych do Kapsztadu przez statek MV Tjisaden. Wezwana wcześniej pomoc z Kapsztadu przybyła na Tristan 13 października, kiedy kopiec urósł do 80 m, a z jego wnętrza wydobywał się dym i rozżarzona lawa. Kosztowności pozostawione na wyspie zostały uratowane przez statki Leopard i Tristania. Leopard powrócił do Południowej Afryki 18 października. Wszystkie zwierzęta domowe i hodowlane zostały pozostawione na wyspie.
Ze względu na surowe południowoafrykańskie przepisy apartheidu, mieszkańcy wyspy zdecydowali się ruszyć dalej aż do Anglii i 20 października zaokrętowali się na pokładzie statku pocztowego Stirling Castle. W Anglii zostali umiejscowieni w Calshot Camp, nieopodal Southampton. Tam zmarło kilku najstarszych mieszkańców wyspy, których organizmy nie poradziły sobie z przystosowaniem do angielskiego klimatu i chorób.
W 1962 Royal Society zorganizowało ekspedycję, której celem było zbadanie aktywności wulkanicznej na wyspie. Ekspedycja dotarła na Tristan 29 stycznia. Wulkan wciąż był aktywny, ale tylko jeden dom został zniszczony przez kawałek lawy (cinder), który wylądował na dachu. Kilka domów zostało najwyraźniej splądrowanych, drzwi sejfu znajdującego się w urzędzie pocztowym były otwarte. Większość zwierząt domowych pozostała w dobrej kondycji, ale psy i koty zdziczały. Psy przetrzebiły też stada owiec.
Ekspedycja pozostała na wyspie do 20 marca. Chociaż jej celem nie było zbadanie czy wyspa nadaje się do ponownego zamieszkania, to przyjęto, że aktywność wulkaniczna na wyspie zmalała do tego stopnia, że umożliwia jej mieszkańcom powrót do domów.
Mieszkańcy Tristan w Anglii cierpieli przede wszystkim z powodu pogody, zwłaszcza że tamtego roku zima na wyspach była wyjątkowo surowa. Byli też stale nękani przez dziennikarzy i służby medyczne. Przytłaczająca większość mieszkańców wyspy zdecydowana była na powrót na Tristan, ponadto Tristan Development Company z Kapsztadu zależało na szybkim wznowieniu pracy w dochodowej przetwórni krewetek, pomimo że zakład został całkowicie zniszczony przez strumienie lawy.
Ostatecznie mieszkańcy powrócili na wyspę w listopadzie 1963.
W 1961 z Tristan ewakuowano 268 osób, 14 zdecydowało się pozostać w Anglii, 5 starszych mieszkańców umarło, ale urodziło się 8 dzieci. Dziesięć par z wyspy zawarło związek małżeński, czworo dziewcząt z Tristan poślubiło angielskich chłopców.

## Historia najnowsza Tristan
Chociaż życie na wyspie powoli powróciło do normalności, w pamięci większości mieszkańców głęboko utkwiły wspomnienia ze "świata zewnętrznego". Nastąpił okres względnego dobrobytu, w 1965 został odbudowany port nazwany imieniem obozu Calshot w Anglii, gdzie zakwaterowani byli mieszkańcy Tristan. Z sukcesem wznowiona została sprzedaż znaczków pocztowych oraz praca w przetwórni krewetek.
Na początku 1965 r. 35 mieszkańców Tristan rozczarowanych życiem na wyspie zdecydowało się powrócić do Wielkiej Brytanii. Opuścili wyspę tym samym statkiem, który przywiózł ich z powrotem z Anglii. Od tego czasu wyspa stała się znana w świecie – Tristan zaczęli regularnie odwiedzać turyści. Niestety lądowanie na wyspie jest utrudnione do tego stopnia, że rozwój turystyki w przyszłości również będzie utrudniony, o ile nie okaże się w ogóle niemożliwy. Być może wyjdzie to wyspiarzom na dobre, albowiem nagły napływ turystów mógłby zniszczyć niezwykłą strukturę społeczną wyspy.

## Nazwiska na Tristan da Cunha
Do 1986 na wyspie występowało tylko 7 nazwisk. W 1986 jedna z kobiet poślubiła Szkota, po czym małżeństwo wróciło na wyspę, wzbogacając zasób nazwisk o ósme - Patterson.
Inne nazwiska to:
- Glass: wywodzące się od Williama Glassa, Szkota, który osiadł na Tristan w 1814
- Swain: wywodzące się od Thomasa Swaina, Anglika, który osiadł na Tristan w 1821
- Rogers: wywodzące się od amerykańskiego osadnika z 1836
- Green: wywodzące się od Petera Greena, holenderskiego rozbitka z września 1836
- Hagan: wywodzące się od Andrew Hagana, amerykańskiego wielorybnika, który osiadł na Tristan w lutym 1849
- Repetto: wywodzące się od Andrea Repetto, włoskiego marynarza z Camogli (niedaleko Genui), którego statek rozbił się na Tristan w marcu 1893
- Lavarello: wywodzące się od Gaetano Lavarello, także włoskiego marynarza z Camogli (niedaleko Genui), którego statek rozbił się na Tristan w marcu 1893

Obecnie na wyspie żyje ok. 80 rodzin.